# Bitwa HMAS Sydney z HSK Kormoran
Bitwa HMAS Sydney z HSK Kormoran – bitwa morska, która odbyła się 19 listopada 1941 na Oceanie Indyjskim w pobliżu zachodniego wybrzeża Australii między australijskim krążownikiem lekkim HMAS „Sydney” i niemieckim krążownikiem pomocniczym HSK „Kormoran”.
W wyniku bitwy oba okręty zostały zniszczone, przy czym krążownik „Sydney” zatonął wraz z całą załogą, natomiast załoga „Kormorana” została w większości uratowana i resztę wojny spędziła w obozie jenieckim nr 13 w Australii. W wyniku wieloletnich poszukiwań wraki obu jednostek odnaleziono 16 marca 2008 roku. Początkowo opis przebiegu starcia oparty był wyłącznie na zeznaniach załogi „Kormorana”, dopiero w 2009 po odnalezieniu wraku okrętu udało się zrekonstruować, w jaki sposób „Sydney” został zatopiony.

## Okręty
HMAS „Sydney” (lekki krążownik brytyjskiego typu Leander) został zwodowany w roku 1934 w stoczni Swan Hunter and Wigham Richardson Ltd w Wallsend w Wielkiej Brytanii i przekazany marynarce wojennej Australii. Jego podstawowe uzbrojenie składało się z ośmiu dział 152 mm i czterech 102 mm. W roku 1940 „Sydney” operował na Morzu Śródziemnym, gdzie wsławił się w bitwie koło Przylądka Spatha, ciężko uszkadzając włoski krążownik „Bartolomeo Colleoni” (posłany wkrótce na dno przez inne jednostki) i dwa niszczyciele w kolejnym starciu. Po powrocie na wody australijskie w lipcu 1941 roku dotychczasowy dowódca, doświadczony kapitan John Augustine Collins, został zastąpiony przez nieposiadającego jeszcze wojennego doświadczenia kapitana Josepha Burnetta. Z nim wypłynął w swój ostatni rejs. Ponadto dokonano zmian w składzie załogi – większość doświadczonych marynarzy została przeniesiona do służby na lądzie lub na inne okręty, a na ich miejsce przybyli niedoświadczeni.
„HSK-8” Kormoran, statek towarowy przekształcony w tzw. Hilfskreuzer (krążownik pomocniczy, w rzeczywistości rajder nastawiony na niszczenie alianckiej floty handlowej), dowodzony był przez komandora porucznika (Fregattenkapitän) Theodora Detmersa. Niemiecki korsarz występował pod nazwą holenderskiego statku handlowego „Straat Malakka”. „Kormorana” od prawdziwego okrętu różniły (poza wyglądem) jedynie mniejsza szybkość i prawie całkowity brak opancerzenia; posiadał natomiast silne uzbrojenie, na które składało się sześć dział 150 mm i trzy wyrzutnie torped. W ciągu ponad rocznego rajdu zatopił na południowym Atlantyku, Oceanie Indyjskim i Pacyfiku jedenaście jednostek pływających Aliantów o łącznym tonażu 68 274 BRT.

## Podłoże konfliktu
Opierając się na doświadczeniach I wojny światowej brytyjska Admiralicja uważała, że dla ochrony morskich szlaków handlowych potrzebuje co najmniej 70 krążowników. Tymczasem, gdy we wrześniu 1939 roku Zjednoczone Królestwo wypowiedziało wojnę Niemcom, Royal Navy miała jedynie 58 krążowników, z czego tylko 18 ciężkich. Resztę stanowiły krążowniki lekkie z działami 152 mm artylerii głównej.
Niemiecka Kriegsmarine również była słabo przygotowana. Wejście Wielkiej Brytanii do wojny była szokiem dla Seekriegsleitung (SKL – Dowództwo Operacji Morskich), które w tym momencie miało jedynie 3 pancerniki kieszonkowe i 23 duże, oceaniczne U-Booty do zwalczania żeglugi handlowej przeciwnika. Dlatego SKL natychmiast zaczęła wdrażać plan budowy flotylli 12 krążowników pomocniczych, z których sześć miało wyruszyć na oceany w roku 1940, reszta zaś w przyszłości. W rzeczywistości w latach 1940–1942 wybudowano ich jedenaście:
| Nazwa oryginalna | Kraj pochodzenia    | Nazwa rajdera | Kod rajdera | Zwodowany w roku | Tonaż (BRT) | Pierwszy armator   | Dalsze losy statku                                                                  |
| ---------------- | ------------------- | ------------- | ----------- | ---------------- | ----------- | ------------------ | ----------------------------------------------------------------------------------- |
| „Kurmark”        | Niemcy              | „Orion”       | „HSK-1”     | 1930             | 7021        | HAPAG              | Zbombardowany i zatopiony 4 maja 1945 koło Świnoujścia                              |
| „Goldenfels”     | Niemcy              | „Atlantis”    | „HSK-2”     | 1937             | 7862        | Hansa Line         | Zatopiony przez HMS „Devonshire” 22 listopada 1941 na Atlantyku                     |
| „Neumark”        | Niemcy              | „Widder”      | „HSK-3”     | 1930             | 7851        | HAPAG              | Przetrwał wojnę                                                                     |
| „Santa Cruz”     | Niemcy              | „Thor”        | „HSK-4”     | 1938             | 3862        | OPDR Line          | Spłonął 30 listopada 1942 w Jokohamie                                               |
| „Kandelfels”     | Niemcy              | „Pinguin”     | „HSK-5”     | 1936             | 7766        | Hansa Line         | Zatopiony przez HMS Cornwall (1928) 8 maja 1941 na Oceanie Indyjskim                |
| „Cairo”          | Niemcy              | „Stier”       | „HSK-6”     | 1936             | 4788        | Atlas-Levante Line | Zatopiony 27 września 1942 przez SS „Stephen Hopkins” na Atlantyku                  |
| „Ems”            | Niemcy              | „Komet”       | „HSK-7”     | 1937             | 3287        | NDL                | Zatopiony 14 października 1942 przez brytyjski ścigacz torpedowy w kanale La Manche |
| „Steiermark”     | Niemcy              | „Kormoran”    | „HSK-8”     | 1938             | 8736        | HAPAG              | Zatopiony 19 listopada 1941 na zachód od Australii                                  |
| „Bielsko”        | Budowany dla Polski | „Michel”      | „HSK-9”     | 1939             | 4740        | GAL                | Zatopiony 17 października 1943 przez okręt podwodny koło Jokohamy                   |
| „Togo”           | Niemcy              | „Coronel”     | „HSK-10”    | 1938             | 5042        | DAL Line           | Przetrwał wojnę                                                                     |
| „Glengarry”      | Dania               | „Hansa”       | „HSK-11”    | 1939             | –           | –                  | Przetrwał wojnę                                                                     |

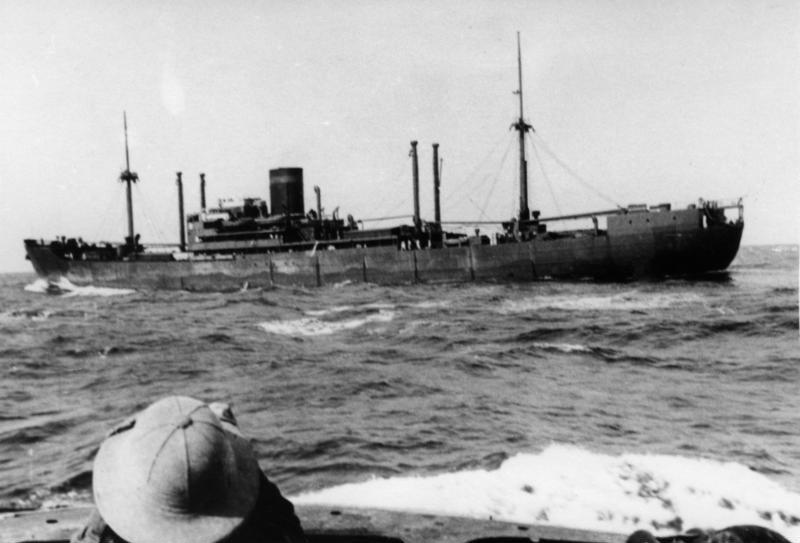
„Kormoran” podczas spotkania z niemieckim statkiem zaopatrzeniowym „Kulmerland”

27 września 1940 roku zawarto w Berlinie trójporozumienie niemiecko-włosko-japońskie, zwane paktem berlińskim, będące przedłużeniem wcześniejszego paktu antykominternowskiego, na mocy którego dotychczasowe posiadłości brytyjskie i holenderskie na Dalekim Wschodzie miały przypaść Niemcom, ale – wobec odległości – atak na te terytoria przypuściły siły japońskie, co miało zmusić nieprzyjaciela do wycofania się na dalekie pozycje: Aleuty i Hawaje na północy i wschodzie, Mongolię i Indie na zachodzie, oraz Australię na południu. W ramach szeroko zakrojonej operacji marynarka i lotnictwo Japonii rozpoczęły w grudniu 1941 roku operację, której głównym celem było zajęcie bogatych w ropę naftową Indii Holenderskich. Zdając sobie sprawę z zamiarów japońskich podjęto w Londynie decyzję o obronie sojuszniczych terenów, w czym miały uczestniczyć siły zbrojne całego Zjednoczonego Królestwa, w tym Australii i Nowej Zelandii. W efekcie do macierzystych portów powróciły operujące na europejskich wodach okręty Royal Australian Navy.
HSK Kormoran był ostatnim z siedmiu pierwszych Hilfskreuzerów, jakie wyruszyły do akcji i swój rejon operacyjny na Południowym Atlantyku między wybrzeżem brazylijskim a Afryką osiągnął dopiero w styczniu 1941 roku. W ciągu trzech miesięcy Detmers zatopił osiem alianckich statków, po czym skierował rajdera na Ocean Indyjski, gdzie w okresie od czerwca do września posłał na dno kolejne trzy jednostki. W tym czasie „Kormoran” został kilkakrotnie namierzony, a w Zatoce Bengalskiej ścigał go bezskutecznie krążownik pomocniczy HMS „Canton”.
Detmers spędził jeszcze jeden tydzień pośrodku Oceanu Indyjskiego. Następnie udał się na wody południowoaustralijskie, w okolice Cape Leeuwin, gdzie uzupełnił zapasy amunicji i paliwa ze statku zaopatrzeniowego „Kulmerland”. Jego zamiarem było postawić swe miny na wysokości Perth, ale odebrał ostrzeżenie drogą radiową, że w okolicach portu kręcą się australijskie okręty. W tej sytuacji skierował się na północ, ku Zatoce Rekina.

## Przebieg starcia

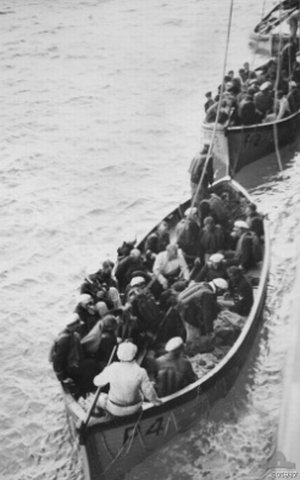
Marynarze „Kormorana” na holu za rufą AHS „Centaur”

Około godziny 16:00, 19 listopada 1941 roku, HMAS „Sydney” znajdował się w pobliżu zachodniego wybrzeża Australii (prawdopodobnie na przybliżonej pozycji 28S111E). Kierował się ku bazie marynarki we Fremantle po odprowadzeniu do Cieśniny Sundajskiej transportowca z wojskiem „Zealandia”. Wtedy właśnie dostrzeżono z pomostu nierozpoznany statek w odległości 12 mil morskich (około 20 km). „Sydney” zbliżył się do statku, który również kierował się na południe. Jak się później okazało, na „Kormoranie” wcześniej dostrzeżono obcy statek i Demster kazał zawrócić i zwiększyć prędkość. Kapitan Burnett bez trudu dogonił podejrzany statek i rutynowo zażądał przedstawienia się nazwą, portem docelowym i alianckim numerem kodowym (którego dowódca „Kormorana” prawdopodobnie nie znał). W tej sytuacji jedyną szansą Niemców było zaskoczenie przeciwnika atakiem z jak najmniejszej odległości, bowiem przy walce na dystans opancerzenie i szybkość „Sydney” dawały krążownikowi australijskiemu znaczną przewagę.
Podczas powtarzających się pytań i coraz bardziej niejasnych odpowiedzi, co trwało blisko pół godziny, obie jednostki zbliżyły się do siebie na ok. 1000 – 1200 metrów, płynąc równolegle w tym samym kierunku. O godzinie 17:30 Detmers postanowił wykorzystać szansę i dał rozkaz „Tarnung fallen lassen” („zrzucić maskowanie”) i otworzyć ogień. Pierwsze salwy niemieckie całkowicie zaskoczyły Australijczyków. Zgodnie z zeznaniami jeńców niemieckich „Sydney” został trafiony co najmniej 50 pociskami 150 mm, a ogień szybkostrzelnych działek przeciwlotniczych 20 mm zmasakrował obsadę pomostu i otwartych pokładów krążownika. Według zeznań jeńców „Sydney” został również trafiony jedną torpedą. Zgodnie z późniejszymi przeprowadzonymi badaniami wraku „Sydney” i symulacjami komputerowymi, okręt ten został trafiony przynajmniej 87 pociskami 150 mm, 400 pociskami 37 mm oraz ok. 3000 pociskami 20 mm oraz torpedą, która wybuchła tuż przed wieżą działową „A” czyniąc ją niezdolną do walki i poważnie niszcząc sekcję dziobową okrętu. W ciągu kilku minut krążownik mocno zanurzył się dziobem, a jego prędkość spadła do 5-7 węzłów. Jak wykazały przeprowadzone w roku 2009 badania wraku australijski krążownik wystrzelił w stronę krążownika niemieckiego 6 torped, ale żadna nie trafiła.
Artylerzyści „Sydney” przez pierwszych dwadzieścia minut starcia nie potrafili odpowiedzieć celnym ogniem. Przyczyną było zniszczenie dowództwa okrętu i centrali artyleryjskiej nad pomostem, ale w końcu kilka pocisków 152 mm z wieży działowej „X” trafiło maszynownię „Kormorana”, zniszczyło jedno z dział 150 mm wraz z obsługą i wywołało na śródokręciu gwałtowny pożar, który zaczął przesuwać się w kierunku rufy.
Obie jednostki zostały unieszkodliwione w wyniku starcia, choć Niemcy strzelali do krążownika jeszcze przez 25 minut. Następnie zaczęły się z wolna oddalać od siebie, przy czym „Kormoran” został na miejscu, a płonący „Sydney” kierował się powoli na południowy wschód, w stronę Perth, ale na pokładzie nie było widać śladów życia. Tuż przed północą, w zupełnych ciemnościach, załoga „Kormorana” dostrzegła błysk na horyzoncie i usłyszała serię dalekich eksplozji, co prawdopodobnie było spowodowane przedostaniem się ognia do komór amunicyjnych krążownika. HMAS „Sydney” zatonął wraz z całą załogą liczącą 645 marynarzy i oficerów.
Tymczasem na „Kormoranie” rozszerzał się gwałtowny pożar zagrażający eksplozją zmagazynowanych w rufowej ładowni min. W tej sytuacji Detmers nakazał opuszczenie i zatopienie okrętu. Zeszło z niego około 360 ludzi (ponad trzydziestu zginęło podczas bitwy). Otwarto zawory denne, ale statek nie tonął. Krótko po północy detonowały jednak miny oraz magazyn amunicji i „Kormoran” zatonął rufą naprzód w serii potężnych wybuchów.
317 członków załogi wraz z dowódcą uratowało się. Większość z nich zostało po kilku dniach wyłowionych z morza przez załogi australijskiego okrętu pomocniczego HMAS „Yandra” i statków „Koolinda” i AHS „Centaur”, a jedna łódź dotarła 28 listopada do wybrzeża w okolicach miejscowości Carnarvon w Zatoce Rekina. Wszyscy zostali przesłuchani, a następnie osadzeni w australijskich obozach jenieckich, skąd zwolniono ich i odesłano do Niemiec w roku 1947.

## Pozostałości po HMAS „Sydney”
Australijskie Muzeum Wojny (ang. Australian War Memorial) jest w posiadaniu jedynego śladu po krążowniku – tratwy ratunkowej typu Carley, odnalezionej przez HMAS „Heros”. Tratwa ta została uszkodzona przez serie z broni maszynowej; znaleziono ją na morzu, w okolicy Zatoki Rekina, w kilka dni po bitwie. Tratwa nie nosiła oznakowania świadczącego, że pochodzi z HMAS „Sydney”.
Około 6 lutego 1942 roku inną tego typu tratwę ze zwłokami niezidentyfikowanego człowieka odkryto w pobliżu Wyspy Bożego Narodzenia w odległości 2500 km na zachód od miejsca bitwy. Zwłoki pochowano na wyspie; co się stało z tratwą, nie wiadomo. Dokumentacja dotycząca pochówku zaginęła podczas japońskiej okupacji wyspy, a powojenne poszukiwania na lokalnym cmentarzu nie dały rezultatu. W roku 2006 archeolodzy znaleźli jednak grób niezidentyfikowanej osoby, w której czaszce tkwił pocisk 9 mm lub (co również możliwe) odłamek pocisku artyleryjskiego. Badania szkieletu (także metodą DNA) nie pozwoliły zidentyfikować go jako członka załogi HMAS „Sydney”.
W marcu 1943 roku na plaży wyspy Moreton w stanie Queensland (około 60 km na północny wschód od Brisbane, a więc na wschodnim wybrzeżu kontynentu australijskiego) znaleziono kamizelkę ratunkową z HMAS „Sydney”, jest jednak prawdopodobne, że została ona zgubiona w tej okolicy na długo przed bitwą z Kormoranem.

## Kontrowersje

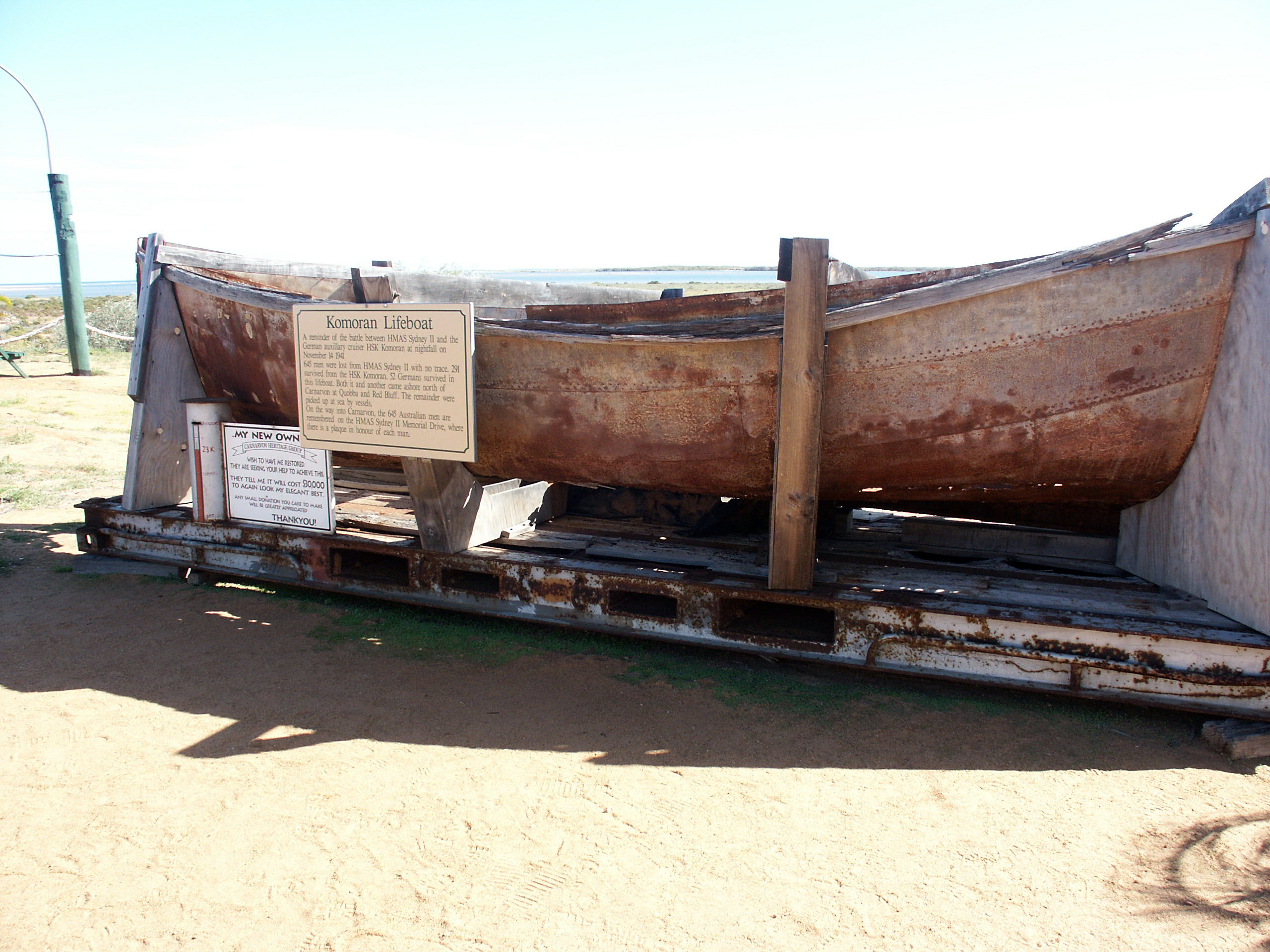
Łódź ratunkowa z „Kormorana”, która dotarła do brzegu

Zaraz po weryfikacji zeznań niemieckiej załogi „Kormorana” (a były one wyjątkowo zgodne) w prasie australijskiej pojawiły się wątpliwości co do prawdziwego przebiegu zdarzeń z 19 listopada 1941. Nawet specjalistom trudno było uwierzyć, że „statek handlowy” mógł posłać na dno w pełni sprawny i gotowy do boju okręt wojenny wraz z całą załogą. Wydało się również wątpliwe, że dowódca australijskiego okrętu zaniedbał do tego stopnia ostrożność, by zbliżyć się na odległość tysiąca metrów do udzielającego wykrętnych odpowiedzi „statku handlowego”. Pytano też, dlaczego z załogi „Sydney” nie ocalał nikt, podczas gdy większość załogi „Kormorana” zdołała opuścić pokład. Brak jakichkolwiek dowodów oraz opis wydarzeń pochodzący wyłącznie od Niemców stały się przyczynkiem szeregu spekulacji i licznych teorii spiskowych.
Sugerowano, że Niemcy, po wygranej bitwie morskiej, wymordowali rozbitków z „Sydney”. Inna teoria głosiła, że w akcji brała udział załoga niezidentyfikowanego japońskiego okrętu podwodnego. Zgodnie z tą drugą teorią udział Japończyków został utajniony, bowiem w tym czasie Japonia nie była jeszcze w stanie wojny z Australią. Wojnę wypowiedziano z obu stron 7 grudnia, po ataku na Pearl Harbor. Jednakże nie ma żadnych materialnych dowodów na to, że niemiecka załoga „Kormorana” dokonała zbrodni wojennej, jak również na to, że w bitwie brali udział Japończycy.
Powracająca w mediach australijskich dyskusja była przeładowana emocjami i daleka do wyciągnięcia ostatecznych wniosków. Np. na jesieni roku 2006 prasa opublikowała list Toma Burnetta, syna poległego kapitana HMAS „Sydney”, który zaprotestował przeciwko poszukiwaniom wraku krążownika, by nie urazić uczuć rodzin marynarzy. Jednak większość społeczeństwa Australii była za kontynuowaniem poszukiwań dla wyjaśnienia zagadki, a ruch o nazwie „Zatopiony, lecz nie zapomniany” (ang. Sunk-but-not-Forgotten) skupiał setki tysięcy ludzi.

## Poszukiwania wraków
Podstawową trudnością w zlokalizowaniu wraków obu jednostek była niemożność dokładnego ustalenia miejsca bitwy. Mogła ona przebiegać zarówno na pełnym morzu wiele kilometrów od wyspy Dirk Hartog, jak i dużo bliżej, na północny zachód od miejscowości Carnarvon. Firma HMAS Sydney Search Party Ltd, powstała w roku 1989, zaplanowała dalsze poszukiwania, w którym to celu zawarto porozumienie z „łowcą wraków” Davidem Mearnsem wsławionym zlokalizowaniem w lipcu 2001 roku wraku HMS „Hood ” na północnym Atlantyku. Mearns uważał, że będzie w stanie zlokalizować oba wraki przy użyciu najnowszej technologii poszukiwawczej oraz na podstawie opublikowanych w ostatnich latach danych z szyfrowanych zapisków komandora Detmersa.
Niektóre fakty dotyczące bitwy i zatonięcia „Sydney” zostały ujawnione w oficjalnej historii działań Royal Australian Navy autorstwa G.H. Gilla, opublikowanej w 1957 roku. Dwa lata później komandor Detmers wydał drukiem swoje wspomnienia zatytułowane Krążownik «Kormoran» (polskie wydanie Gdańsk, 2011), oparte na prywatnym dzienniku rejsu i zapiskach dotyczących ostatniej bitwy. W latach 1997–1998 przeprowadzone zostało przez Połączony Stały Komitet Spraw Zagranicznych, Obrony i Handlu parlamentu australijskiego (The Parliamentary Joint Standing Committee on Foreign Affairs, Defence and Trade) dochodzenie celem wyjaśnienia okoliczności zatopienia „Sydney”. Wykazało ono, że wyjaśnienia jeńców niemieckich udzielone w czasie przesłuchań pod koniec 1941 roku zawierają prawdopodobne odpowiedzi na wiele pytań. W czasie seminarium, które odbyło się we Fremantle w 2001 roku, przedstawiono parlamentarną rekomendację do prowadzenia poszukiwań obu wraków i wydzielenia publicznych środków na ten cel.
W sierpniu 2005 roku premier rządu australijskiego John Howard zapowiedział przekazanie firmie poszukiwawczej kwoty 1,3 mln dolarów australijskich; dalsze pół miliona obiecał rząd stanu Australia Zachodnia, a ćwierć miliona stan Nowa Południowa Walia; HMAS Sydney Search Party miała nadto obiecane fundusze w wysokości 8 milionów ze źródeł prywatnych. Poszukiwania miały zostać podjęte najpierw o okolicach Zatoki Rekina. Inna grupa poszukiwawcza zamierzała prowadzić badania w płytszych wodach przybrzeżnych. Do kwietnia roku 2007 poszukiwania nie przyniosły rezultatów. Były one prowadzone na szelfie przybrzeżnym, gdzie głębokości nie przekraczają 200 metrów, a dno jest stosunkowo gładkie i względnie płaskie.
Mearns, który zaczął poszukiwania z nastaniem wiosny (listopad 2007), zamierzał penetrować znacznie głębszy akwen, gdzie dno – poza granicą szelfu – opada do dwóch, a nawet czterech tysięcy metrów. Nie chciał on ani wydobywać, ani penetrować wraków, a jedynie sporządzić dokumentację fotograficzną i umieścić pamiątkowe plakietki. Sprzęt, jakim dysponował, to wysoce wyspecjalizowane batyskafy-roboty, dlatego poszukiwacz był pełen optymizmu, czemu dawał wyraz w wywiadach dla mediów. Jedyna trudność, jaką przewidywał, to ogromny obszar, który należy przeszukać (ok. 150–200 tys. mil kwadratowych).
W końcu 2005 ukazała się książka autorstwa australijskiej dziennikarki Glenys McDonald, oparta na wywiadach przeprowadzonych z ludźmi zamieszkującymi zachodnie wybrzeże w końcu roku 1941. Zgodnie z tymi (niezbyt wiarygodnymi) relacjami mieszkańcy wioski rybackiej Port Gregory – około 80 km na północ od Geraldton – mieli widzieć rozbłyski i słyszeć odgłosy kanonady mniej więcej w tym czasie, gdy „Sydney” i „Kormoran” toczyły swój śmiertelny bój. Oznaczałoby to, że bitwa miała miejsce dużo dalej na południe niż powszechnie przypuszczano.

## Odnalezienie wraków
17 marca 2008 premier Australii Kevin Rudd ogłosił, że po dwutygodniowej, szeroko zakrojonej, sponsorowanej przez rząd australijski akcji poszukiwawczej, w pobliżu zachodnich wybrzeży Australii (około 150 km na zachód od Shark Bay) odnaleziono wrak „Kormorana”. Wrak okrętu australijskiego, który był głównym celem poszukiwań, odnaleziono jeszcze w tym samym dniu, ale poinformowano o tym 24 godziny później.
Wrak „Kormorana” został zlokalizowany 12 marca 2008 roku, na głębokości 2560 metrów, rozłamany na dwie części oddalone od siebie o 1300 metrów. W godzinę po oświadczeniu premiera ekipa poszukiwawcza zlokalizowała również szczątki okrętu australijskiego, co ogłoszono publicznie następnego dnia. „Sydney” spoczywa na dnie morskim na głębokości ponad 2200 m, 180 km na zachód od Steep Point w Australii Zachodniej. Na skutek wielokrotnych trafień pociskami artyleryjskimi i torpedą okręt przełamał się przed pójściem na dno. Część dziobowa zatonęła pionowo w miejscu katastrofy, pozostałe sekcje tonęły skośnie, pozostając w odległości około 500 metrów na południowy wschód. Miejsce zatonięcia okrętów objęte jest ochroną na podstawie zapisów Historic Shipwreck Act i jakakolwiek działalność podwodna jest tam zabroniona bez specjalnego zezwolenia.